# どすこい!!太郎
「どすこい!!太郎」（どすこい たろう）は、NHKの「みんなのうた」で、水前寺清子が歌った曲。作詞：麻倉弥生、作編曲：山崎一稔。または、1993年7月5日に発売された同楽曲を収録したシングル。

## 概要
「みんなのうた」では、1993年6月・7月に放送。「相撲」をテーマとし、「金太郎」を先祖に持つ少年・太郎が相撲界に入り、厳しい稽古などを経て、相撲界のヒーローになるまでを歌った楽曲。相撲をテーマにしながらも、珍しいジャズ仕立てになっている。歌った水前寺は、1971年12月 - 1972年1月放送の「おどんが国は」以来21年半ぶりの「みんなのうた」出演。放送では2番が省略された。
映像はアニメで、この時期常連の倉橋達治が担当。「勝ち越しを賭けた勝負」の場面では、当時「大関」だった小錦（現：KONISHIKI）を思わせる様な、ハワイアン力士が太郎の相手役で登場する。
2009年に伊勢神宮で開催された「第6回全国鎮守の森こども相撲大会」のテーマ曲に起用された。
「みんなのうた」では、14年後の2007年6月・7月に初めて再放送、さらに7年後の2014年6月・7月にも再放送された。（NHKテキスト「みんなのうた」2014年6・7月号 3頁 NHK出版）

## シングル収録曲
1. どすこい!!太郎
作詞：麻倉弥生／作曲・編曲：山崎一稔
2. 涙には3つの理由がある
作詞：荒木とよひさ／作曲：三木たかし／編曲：佐孝康夫
3. どすこい!!太郎（カラオケ）
4. 涙には3つの理由がある（カラオケ）

## カバー
どすこい!!太郎
- 遠藤優子（日本コロムビア版カバー音源。2007年6月20日発売の『CDツイン NHKみんなのうた 〜ベスト40〜』などに収録）
- 鈴木洋子（アポロン版カバー音源。1993年11月5日発売の『NHK「みんなのうた」〜どすこい!!太郎』などに収録）